# Адольф Бургер (футболіст)
Адоль Бургер також Бургр (чеськ. Adolf Burger, 16 вересня 1897, Прага — 28 серпня 1951) — чехословацький футболіст, що грав на позиції півзахисника. Виступав, зокрема, у складі клубу «Славія» (Прага) і національній збірній Чехословаччини. Брат Ярослава Бургра.

## Життєпис
До переходу в «Славію» грав у команді «Спарта» (Кладно). У «Славії» грав у 1922—1923 роках. З командою ставав срібним призером Середньочеської ліги, переможцем і фіналістом Середньочеського кубка.
У червні 1922 року зіграв свій єдиний матч у складі національної збірної Чехословаччини у грі проти збірної Югославії (3:4).

### Статистика виступів за збірну
| Дата       | Місто  | Господарі | Результат | Гості          | Турнір           | Голи | Примітки |
| ---------- | ------ | --------- | --------- | -------------- | ---------------- | ---- | -------- |
| 28.06.1922 | Загреб | Югославія | 4 – 3     | Чехословаччина | товариський матч | -    |          |
| Усього     |        | Матчів    | 1         |                | Голів            | 0    |          |

## Трофеї і досягнення
- Срібний призер Середньочеської ліги: 1922, 1923
- Володар Середньочеського кубка: 1922
- Фіналіст Середньочеського кубка: 1923